# 795 (numero)
Settecentonovantacinque (795) è il numero naturale dopo il 794 e prima del 796.

## Proprietà matematiche
- È un numero dispari.
- È un numero composto con 8 divisori: 1, 3, 5, 15, 53, 159, 265, 795. Poiché la somma dei suoi divisori (escluso il numero stesso) è 501 < 795, è un numero difettivo.
- È un numero sfenico.
- È un numero malvagio.
- È un numero intero privo di quadrati.
- È parte delle terne pitagoriche (69, 792, 795), (288, 741, 795), (420, 675, 795), (424, 795, 901), (477, 636, 795), (795, 1060, 1325), (795, 1292, 1517), (795, 1908, 2067), (795, 4176, 4251), (795, 5936, 5989), (795, 7000, 7045), (795, 12628, 12653), (795, 21060, 21075), (795, 35108, 35117), (795, 63200, 63205), (795, 105336, 105339), (795, 316012, 316013).

## Astronomia
- 795 Fini è un asteroide della fascia principale del sistema solare.
- NGC 795 è una galassia lenticolare della costellazione di Eridano.

## Astronautica
- Cosmos 795 è un satellite artificiale russo.

## Altri ambiti
- Route nationale 795 è una strada statale della Francia.